# التمثال التذكاري لأبطال الحرب العالمية الأولى (آزوف)
تمثال تذكاري لأبطال الحرب العالمية الأولى، يقع في مدينة آزوف في روستوف أوبلاست في روسيا. النحت هو ترسيخ ذكرى جنود الجيش الإمبراطوري الروسي الذي ماتو في ميدان الشرف خلال الحرب العالمية الأولى. تدشينه في عام 2014 ويقع في شارع بتروفسكي.

## تاريخ
حوالي 125000 جندي من منطقة الدون شاركو في الحرب، منهم ستين أفواج فرسان، وثلاث وثلاثون بطارية مدفعية، وستة كتائب مشاة، وخمس فرق احتياط، وثلاث بطاريات مدفعية احتياط والكثير من الأخرون، الذين شاركوا في معارك الحرب العالمية الأولى. شاركوا في كل العمليات تقريبا الكبرى على الجبهة الروسية.
الذكرى السنوية لبداية الحرب العالمية الأولة تحصلت علي اهتمامًا عامًا بمدينة آزوف لإحياء ذكرى أبطالها. بدأ العمل في النصب التذكاري لآزوف في عام 2012.و تم صب التمثال في فبراير 2014.  
تم افتتاح النصب التذكاري في 30 يوليو 2014.
بالإضافة إلى آزوف، تم تدشين تماثيل لأبطال الحرب في روستوف أوبلست في مدن روستوف على نهر الدون وشاختي ونوفتشركاسك وباتايسك والمستوطنات الأخرى.